# Palmdale Regional Airport
Palmdale Regional Airport is een vliegveld in Palmdale in Los Angeles County, Californië. Het vliegveld bevindt zich op Plant 42 en wordt alom gezien als een van de grootste passagiersvliegvelden ter wereld, met een grootte van 23 km².